# Londuimbali
Londuimbali è un municipio dell'Angola appartenente alla provincia di Huambo. Ha 161.172 abitanti (stima del 2006) ed una superficie di 2.698 km².